# Wade Barrett
Stuart "Stu" Alexander Bennett (Preston, Lancashire, Anglaterra, 10 d'agost de 1980), més conegut al ring com a Wade Barrett, és un lluitador professional anglès que treballa a la World Wrestling Entertainment lluitant a la marca SmackDown. És el guanyador de la primera temporada d'NXT, i a més té un regnat com a campió del WWE Intercontinental Championship.

## World Wrestling Entertainment

### Territori de desenvolupament
L'octubre de 2007 va començar a entrenar a l'Ohio Valley Wrestling on va formar equip amb Paul Burchill. El 2 de gener de 2008, junt amb Burchill, van derrotar Colt Cabana & Charles Evans guanyant els Southern Tag Team Champions. Van mantenir els campionats uns mesos abans de perdre'l contra "Los Locos" (Ramón i Raúl) en un combat a quatre bandes on també participaven The Insurgency (Ali i Omar Akbar) i The Mobile Homers (Ted McNaler & Adam Revolver).
Després que la WWE es desenganxés de l'Ohio Valley Wrestling com a territori de desenvolupament va ser traslladat a la Florida Championship Wrestling.
El 6 de maig de 2008 es va unir a Drew McIntyre, coneguts col·lectivament com a "The Empire", van derrotar a Eddie Cólon i Eric Pérez guanyant els FCW Florida Tag Team Champions. El 17 de juliol de 2008 van perdre els campionats contra "The Nightmares".

### 2010
El 16 de febrer de 2010 es va anunciar que competiría a la primera temporada de NXT amb Chris Jericho com el seu pro. El 23 de febrer en el primer episodi de NXT va debutar com a heel acompanyant a Jericho quan va lluitar contra Daniel Bryan. Va fer el seu debut en el ring la setmana següent derrotant a Daniel Bryan. L'1 de juny, en l'últim programa de la primera temporada de NXT, va sortir com a guanyador de la temporada, aconseguint una oportunitat titular pel títol i el PPV que ell escollís.
El 7 de juny va debutra a Raw, junt amb els altres set rookies de la primera temporada de NXT, autoanomenant-se The Nexus; van atacar a John Cena, CM Punk i diversos empleats de la WWE i destrosaren els equips del costat del ring. La setmana següent, junt amb els altres Nexus, va ser acomiadat de l'empresa (kayface) per Bret Hart. Però davant dels continuats atacs del grup dos setmanes després van ser contractats per Vince McMahon.
Després va usar la seva clàusula com a guanyador de NXT i es va enfrontar en el Night of champions a Sheamus, qui en aquell moment era el Campió de la WWE, en un combat on també participaven John Cena, Randy Orton, Edge i Chris Jericho; durant la lluita va eliminar a John Cena, però ell va ser eliminat per Randy Orton.
Es va enfrontar a John Cena en el Hell in a cell (2010) amb l'estipulació que si guanyava John Cena s'uniria a Nexus y si perdia Nexus es dissoldria. Va sortir victoriós del combat gràcies a la intervenció de Husky Harris i Michael McGillicuty, per tant, John Cena es va incorporar al grup.
Va participar en una Batlle Royal on el guanyador tindria una oportunitat pel WWE Championship en el Bragging Rights (2010); on va guanyar després que John Cena s'autoeliminés per donar-li la victoria. En el Bragging Rights es va enfrontar a Randy Orton, el campió en aquell moment, però en guanyar per descalificació quan John Cena li va aplicar el seu finisher no va aconseguir el títol.
En el Survivor Series (2010) va perdre contra Randy Orton en un combat on el títol estava joc, cosa que va provocar l'acomiadament de John Cena (Kayface). Però John Cena va continuar atacant als membres de The Nexus, pel que, per la pressió dels seus companys, el va recontractar el 13 de desembre de 2010.
En el TLC (2010) va perdre contra John Cena en un Chairs Match, on va finalitzar el seu feu.

### 2011
El 3 de gener va ser reemplaçat per CM Punk com a líder dels Nexus, quan va perdre en un combat on estava estipulat que si no guanyava quedaría fora del grup. Al día següent va ser traspassat a SmackDown on va atacar a Big Show quan aquest es trobava competint en un combat pel nº1 contender al Campionat mundial pes pesant.
El 14 de gener es va enfrontar a Big Show, combat que va perdre per descalificació quan Heath Slater, Justin Gabriel i Ezekiel Jackson van acudir a ajudar-lo.
La setmana següent va anunciar la creació del grup The Corre format per ell mateix, Heath Slater, Justin Gabriel i Ezekiel Jackson.

## En lluita
- Moviments finals
  - The Wasteland (Forward Fireman's Carry Slam)
  - Spinebuster

- Moviments de firma
  - Diving Elbow Drop
  - Standing o sitout powerbomb
  - European uppercut
  - Big boot
  - Belly to back suplex backbreaker
  - Pendulum backbreaker

## Campionats i triomfs
- Dropkixx
  - Dropkixx IWC European Heavyweight Championship (1)

- Florida Championship Wrestling
  - FCW Florida Tag Team Championship (1) – amb Drew McIntyre

- Ohio Valley Wrestling
  - OVW Southern Tag Team Championship (1) – amb Paul Burchill

- World Wrestling Entertainment
  - Guanyador de NXT (1a temporada)
  - WWE Intercontinental Championship (1 vegada)

- Pro Wrestling Illustrated
  - Situat en el Nº109 en els PWI 500 de 2010